# Dunières
Dunières település Franciaországban, Haute-Loire megyében. Lakosainak száma 2623 fő (2022. január 1.). Dunières Montfaucon-en-Velay, Montregard, Raucoules, Riotord, Saint-Julien-Molhesabate, Saint-Pal-de-Mons és Saint-Romain-Lachalm községekkel határos.

## Népesség
A település népességének változása:
| Lakosok száma | 3146 | 3014 | 3009 | 3025 | 2886 | 2856 | 2787 | 2668 | 2665 | 2623 |
|               | 1968 | 1982 | 1990 | 2006 | 2013 | 2015 | 2017 | 2019 | 2020 | 2022 |